# Vụ án mạng Lisa Holm
Lisa Holm, một cô gái 17 tuổi đến từ Skövde, làm việc tại Blomberg thuộc Thành phố Götene, Thụy Điển, đã mất tích vào ngày 7 tháng 6 năm 2015 và thi thể của cô được tìm thấy vài ngày sau đó trong một nhà xưởng. Sự biến mất và quá trình tìm kiếm cô cùng việc xét xử và kết án Nerijus Bilevicius vì tội sát hại Holm đã nhận được sự chú ý rộng rãi của giới truyền thông ở Thụy Điển và Scandinavia.

## Giết người
Vào ngày 7 tháng 6 năm 2015, Lisa Holm, 17 tuổi, đang chuẩn bị kết thúc ca làm việc của mình tại một quán cà phê mà cô làm việc vào mùa hè ở Blomberg, gần Källby, Västergötland. Cô đã gửi một tin nhắn bằng văn bản lúc 18:23 cho cha mình ở Skövde, nói rằng đang trên đường về nhà trên chiếc xe đạp máy của mình. Khi Holm không xuất hiện, cha cô đã lái xe đến nơi làm việc của cô, hy vọng Holm vẫn ở đó. Khi tìm thấy chiếc xe máy của Holm vẫn còn trong ổ khóa ở quán cà phê, ông và chủ quán đã lục soát quán và những khu vực gần đó nhưng vẫn không tìm thấy gì. Đến 21:47, họ đã gọi cảnh sát và thông báo Holm mất tích. Cảnh sát nhanh chóng được điều đến và bắt đầu dùng chó nghiệp vụ để lục soát nhà kho tại khu vực với một số căn phòng khác nhưng vẫn không tìm thấy gì. Một chiếc găng tay sau đó đã được tìm thấy ở đây.

## Truy tìm thi thể
Vào thứ Ba ngày 9 tháng 6, nhóm tìm kiếm đã tìm thấy chiếc ốp điện thoại di động của Holm, biên lai, vé và các vật dụng tương tự, tất cả đều được xác định là của Holm. Đến thứ Tư ngày 10 tháng 6, khu vực tìm kiếm đã được mở rộng và phiên bản Thụy Điển của tổ chức Missing People cũng được kêu gọi tham gia vào quá trình tìm kiếm. Ngày hôm đó, một đôi bông tai được tìm thấy trong nhà kho tại khu vực quán cà phê. Thẻ bằng lái xe máy và chìa khóa nhà của cô cũng được tìm thấy vào cùng ngày. Thứ Sáu ngày 12 tháng 6, tổ chức Missing People đã khám xét khu nhà Martorp cách quán cà phê vài km. Có hai người đến đó bằng xe hơi, tuyên bố rằng khu vực này đã được tìm kiếm. Đại diện của Missing People trở nên nghi ngờ và gọi cho cảnh sát sau đó. Họ tiếp tục lục soát khu vực và tìm thấy chiếc áo khoác và một cái mũ bảo hiểm của Holm. Cuối cùng đêm hôm đó, thi thể của Holm đã được tìm thấy trong một nhà xưởng gần đó.

## Phiên toà
Tòa án quận kết luận rằng Holm đã bị sát hại bằng cách treo cổ hoặc siết cổ. Các bằng chứng kỹ thuật cho thấy DNA của công dân Litva Nerijus Bilevicius nằm trên các mẫu dây thừng và mười mảnh quần áo của Holm, cả bên trong lẫn bên ngoài, cũng như khắp hiện trường vụ án. Cảnh sát và tòa án cũng phát hiện ra rằng Bilevicius không có bất kì chứng cứ ngoại phạm vào ngày xảy ra án mạng. Động cơ cho vụ án mạng được xác định có thể là do ham muốn tình dục đơn thuần. Trong máy tính của nghi phạm, cảnh sát đã tìm thấy nhiều nội dung khiêu dâm. Hành động của Bilevicius tại Martorp khi Missing People xuất hiện tại đây cũng cho thấy nghi phạm không muốn cảnh sát tiếp tục lục soát khu vực này.
Vụ việc được các nhà điều tra coi là cực kỳ tàn ác vì Holm chỉ mới mười bảy tuổi và có thể chất yếu hơn Bilevicius. Hung thủ thể hiện sự tàn nhẫn đáng sợ và đã có ý định phạm tội từ trước, cảnh sát cũng tuyên bố rằng Holm đã phải chịu đựng đau đớn trước khi bị sát hại tại hiện trường. Bilevicius cuối cùng phải nhận án tù chung thân vào ngày 17 tháng 11 năm 2015.
Luật sư của Bilevicius là Björn Hurtig đã nộp đơn lên tòa phúc thẩm vào ngày 15 tháng 4 năm 2016, trong đó đưa ra lý do để kháng cáo bản án cho thân chủ của mình là do ai đó đã giúp đỡ hoặc thực hiện vụ giết người cũng như phi tang thi thể của Holm, chẳng hạn như vợ của hung thủ bị kết án. Đến ngày 2 tháng 5 cùng năm, tòa phúc thẩm đã từ chối mở một cuộc điều tra hoặc xét xử mới, đồng thời cũng giữ nguyên bản án đối với bị cáo như ban đầu.

## Phán quyết và hệ quả
Vào ngày 4 tháng 7 năm 2016, có thông báo rằng Bilevicius sẽ thụ án tại Nhà tù Norrtälje, một cơ sở có độ an ninh cao. Phạm nhân được chuyển đến Litva vào đầu năm 2017 và cuối năm đó đã thắng trong một cuộc kháng cáo và nhận bản án chỉ 15 năm tù, nhưng sau một tòa án phúc thẩm ở Siauliai vào cuối năm 2017, bản án của Bilevicius một lần nữa được đưa ra là tù chung thân.

## Cái chết của Bilevicius
Vào ngày 3 tháng 8 năm 2022, khoảng 6 giờ chiều theo giờ địa phương, một tù nhân tù chung thân khác đã đâm vào cổ Bilevicius khi đang đi dạo trong khu vực Nhà cải huấn Marijampolė. Bilevicius chết khi được chở đến bệnh viện.